# Practical Automobile Company
Die Practical Automobile Company war ein kurzlebiger US-amerikanischer Hersteller von Automobilen der Marke Culver.

## Beschreibung
Hinter der Firma stand der Arzt Dr. D. D. Culver aus Aurora (Illinois), der ein Motorfahrzeug entwickelt hatte, von dem er glaubte, dass es alle Unzulänglichkeiten des Automobils aus der Sicht eines Landarztes eliminiert hatte. Tatsächlich stellte er 1905 einen als „Buggy“ bezeichneten, durchweg konventionell konstruierten Kleinwagen vor.
Der Culver Buggy gehörte zur populären Kategorie der Highwheeler, etwas krude Fahrzeuge, die ähnlich wie eine Kutsche aufgebaut waren und übergroße Holzspeichenräder hatten, welche ein Aufsetzen des Wagenbodens auf sumpfigem Boden verhindern sollten. Mindestens ein Exemplar wurde gebaut.
Das Fahrzeug hatte einen Radstand von 72 Zoll (1829 mm). Der Antrieb erfolgte über einen Zweizylindermotor mit 6 PS (nach damaliger Berechnungsmethode), der in üblicher Weise liegend und quer zur Fahrtrichtung unter der Sitzbank angeordnet war. Die Kraftübertragung erfolgte über eine Kette auf die Hinterachse. Die einzige technische Besonderheit bestand in einer Lenksäule, welche sich wegklappen ließ, um das Ein- und Aussteigen zu ermöglichen.
Culver plante, eine Produktion in Aurora oder Genoa (Illinois) aufzuziehen, scheiterte aber mit der Finanzierung. Bereits 1906 behandelte er wieder Patienten in seiner Praxis. An der Entwicklung des Aurora-Automobils der Aurora Motor Works war er beteiligt.